# Italo (nome)
Italo  è un nome proprio di persona italiano maschile.

## Varianti
- Maschili: Italiano[1][4]
  - Alterati: Italino[1][4]
- Femminili: Itala[1][4][5], Italiana[1][4]
  - Alterati: Italina[1][4]

### Varianti in altre lingue
- Catalano: Ital[6]
- Greco moderno: Ιταλός (Italos)
- Latino: Italus[2][3][6]
- Russo: Итал (Ital)
- Spagnolo: Ítalo[6]

## Origine e diffusione
Deriva dal nome latino Italus, un etnonimo dal significato letterale di "proveniente dall'Italia", "italico".
Il nome affonda le sue radici nelle leggende romane, con la figura mitologica di Italo, eroe eponimo dell'Italia; la sua diffusione, tuttavia, al pari di quella del nome Italia, è dovuta a ragioni culturali e patriottistiche, legate agli ideali di indipendenza di unità o di altro genere relativi all'Italia. In tal senso, il nome cominciò ad essere usato consistentemente a partire dal Risorgimento, conoscendo un altro picco di successo nel periodo della prima guerra mondiale; è ben attestato in tutto il territorio italiano (ma con meno frequenza al Sud), in particolare in Toscana e Friuli-Venezia Giulia.

## Onomastico
L'onomastico può essere festeggiato il 19 agosto in ricordo di sant'Italo, figura molto oscura, presumibilmente martire sotto Diocleziano. Al femminile si ricorda inoltre la beata Itala Mela, oblata benedettina, commemorata il 28 aprile.

## Persone

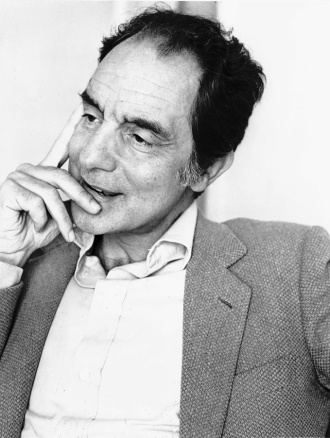
Italo Calvino

- Italo Balbo, politico, militare e aviatore italiano
- Italo Bocchino, politico, editore e giornalista italiano
- Italo Calvino, scrittore italiano
- Italo Gariboldi, generale italiano
- Italo Rizzi, direttore d'orchestra, violoncellista e insegnante italiano
- Italo Svevo, scrittore e drammaturgo italiano
- Italo Terzoli, sceneggiatore teatrale, cinematografico e televisivo italiano
- Italo Zingarelli, produttore cinematografico e regista italiano

### Variante femminile Itala
- Itala Mela, mistica, teologa e religiosa italiana
- Itala Pellegrino, pittrice italiana
- Itala Vivan, accademica e scrittrice italiana